# 藪島朱音
藪島朱音（日语：／ Yabushima Akane，2001年7月18日—），日本聲優與歌手，聲優偶像團體Liella!的成員，目前隸屬於I'm Enterprise聲優事務所。

## 來歴
藪島朱音在2001年7月18日出生，是土生土長的橫濱人。她初中時看到重播版的《Fate/stay night》動畫後喜歡上坂本真綾聲演的聖女貞德，之後產生對聲優工作的憧憬，並在初三那年一邊兼顧學業一邊入讀日本播音演技研究所，至2020年高三畢業時通過選拔進入I'm Enterprise。
2021年，藪島參加多媒體作品《Love Live! Superstar!!》二期生的試鏡並合格，兩年後獲選擔任米女芽衣一角的配音員。其首次接觸《LoveLive!》系列為在2013年左右觀看到過μ's的現場演唱會試看影片。

## 人物
藪島朱音家中有一個弟弟，專長氣槍射擊，初中時期有參加籃球社團的經歷，因此喜歡上籃球，會經常到處探索美食，其中尤其喜愛南瓜、納豆、拳螺、司康餅、青花菜、康吉鰻與牛油果，但卻不喜歡吃蜜瓜，連聞它的氣味都不能。她也會跟其母親一起去烹飪課，擅長白菜卷，並時常在社交媒體上發佈料理的照片和分享製作過程的趣事。
是LiSA的粉絲，程度狂熱至每次演唱會都會買票入場。同為Liella!二期生成員的繪森彩談到藪島的初時給人的印象為一辣妹，原因在於後者試鏡時留著鮮艷紅色的掛耳染與美甲，但熟稔之後才發現是四位二期生成員中最開朗的一個，感覺可以與她一直相處下去。

## 演出作品
※粗體字為主要角色

### 電視動畫
2020年
- 請問您今天要來點兔子嗎？ BLOOM（女孩子）

2021年
- Re:從零開始的異世界生活 第2期（村人）

2022年
- 明日同學的水手服（高年級生）
- Love Live! Superstar!! 第2期（米女芽衣）

2023年
- 轉生成自動販賣機的我今天也在迷宮徘徊（梅）
- 公司的小小前輩（托兒所教師）

2024年
- Love Live! Superstar!! 第3期（米女芽衣）

### 遊戲
- Love Live! 學園偶像祭（2022年–2023年，米女芽衣）
- 棕色塵埃（日语：ブラウンダスト）（2022年，錫蒙力[17]）
- Love Live! 學園偶像祭2（2023年–2024年、米女芽衣[18]）

### CD劇
- Fairy-AID –  CD劇ー Vol.2–4（2021年–2022年，姫川緣[19][20][21]）

### 廣播節目
※網上廣播
- 薮島朱音の強くなるラジオ（2023年–現在，超!A&G（日语：文化放送A&Gゾーン）※・Niconico頻道※）

### 朗讀劇
- 江戶川亂步 名作朗讀劇《少年偵探團（日语：少年探偵団）》（2024年，明智文代[22][23]）

### 其他
- Fairy-AID（2021年–現在、姫川緣〈2代目〉[24]）

## 音樂作品
| 發售日期      | 商品名 | 主唱               | 歌曲                      |
| ------------- | ------ | ------------------ | ------------------------- |
| 2022年3月18日 |        | 姫川緣（藪島朱音） | 〈Dance with my destiny〉 |